# Капніст Олексій Васильович
Капніст Олексій Васильович (бл. 1796–1867) — малоросійський дворянин, член Союзу благоденства. Підполковник Воронезького піхотного полку (1825). Миргородський повітовий предводитель дворянства. Колезький радник (1856).

## Життєпис
З дворян Катеринославської губернії. Батько — полтавський губернський предводитель дворянства, письменник Капніст Василь Васильович, мати — Олександра Олексіївна Дьякова (сестра другої дружини Гаврила Державіна). У службу вступив в лейб-гвардії Ізмайлівський полк підпрапорщиком — 3 жовтня 1814 року. У 1821 призначений ад'ютантом до Миколи Раєвського. Підполковник Воронезького піхотного полку з 29 квітня 1825 року.
Член Союзу благоденства з 1820 року. Михайло Бестужев-Рюмін пропонував йому вступити в Південне товариство, на що Капніст відповів відмовою. Під час слідства у справі декабристів Бестужев і Муравйов-Апостол підтвердили це і показали, що з 1821 року Капніст змінив образ думок і тому ніхто з ним з приводу таємного товариства зв'язків не підтримував.
Наказ про арешт від 30 грудня 1825 року, заарештований у Києві — 14 січня 1826 року, доставлений до Петербургу на головну гауптвахту — 19 січня, з 20 січня ув'язнений у Петропавловську фортецю. 15 квітня 1826 року Височайше наказано звільнити, арешт зарахований в покарання.
Звільнено від служби — 18 березня 1827 року. Почесний наглядач миргородського повітового училища (1833), миргородський повітовий предводитель дворянства (1829–1835, 1841–1844). У 1836 році відкрив в Обухівці школу для селянських дітей.
Власник села Ковалівка Пирятинського повіту Полтавської губернії, нині Драбівський район Черкаської області.